# Мапуто (залив)
Мапуто (Делагоа) (на португалски: Baía de Maputo, Baía da Lagoa) е залив на Индийския океан, в Мозамбикския проток край бреговете на Мозамбик. Вдава се в сушата на 112 km и е с ширина на входа (между островите Маканет на северозапад и Иняка на югоизток) 25 km (във вътрешността – до 40 km). Дълбочината му варира от 10 до 16 m. Бреговете му са ниски, блатисти, покрити с гори. Устията на вливащите се в него реки (Мапуту, Тембе, Умбелузи, Матила, Инкомати) са „удавени“ и образуват много удобни пристанища. На западния му бряг в устието на река Умбелузи е разположена столицата на Мозамбик, град Мапуто.